# Braderup
Braderup (in danese Brarup) è un comune tedesco nel circondario della Frisia Settentrionale dello Schleswig-Holstein.

## Geografia fisica
il villaggio si trova a circa 8 km a sud del confine con la Danimarca e la stazione ferroviaria più vicina e Uphusum.

## Monumenti e luoghi d'interesse
La chiesa del villaggio risale al 1240 ed è in stile primo gotico

## Economia
La principale fonte di reddito è rappresentata dal settore agricolo con 89% di sfruttamento del territorio comunale. Tuttavia ci sono imprese di commercio e di edilizia. In aggiunta, la città divenne zona residenziale di molti pendolari che lavorano a Niebüll, Westerland e Süderlügum.
A sud del villaggio si trova un parco eolico con turbine a vento multiple.